# All-New Dennis the Menace
All-New Dennis the Menace (no Brasil, Dennis, o Pimentinha) foi uma série de animação estadunidense produzida pela DiC Entertainment em 1993, baseada na tira de jornal Dennis the Menace, de Hank Ketcham. É a segunda série de animação do personagem, sendo a mais conhecida Dennis, o Pimentinha, produzida entre 1986 e 1988 e com a qual é constantemente confundida. Foi encerrada após apenas uma temporada, com 13 episódios produzidos.
No Brasil, foi exibida originalmente entre os anos de 2000 e 2002 pela Rede Globo, através dos programas Angel Mix, Bambuluá e Festival de Desenhos. Posteriormente, passou a ser apresentado no programa Clubti da Rede Aparecida, entre 2012 e 2015. Alguns episódios chegaram a ser lançados em DVD e VHS pela Flashstar Home Vídeo. Na versão brasileira desta série, "Denis" é grafado com apenas um "n", ao invés dos dois habituais. Foi dublada pela Álamo, com Diego Marques na voz do personagem-título.